# Nymphon caldarium
Nymphon caldarium is een zeespin uit de familie Nymphonidae. De soort behoort tot het geslacht Nymphon. Nymphon caldarium werd in 1987 voor het eerst wetenschappelijk beschreven door Stock. 